# Hada labecula
Hada labecula är en fjärilsart som beskrevs av Zetterstedt 1840. Hada labecula ingår i släktet Hada och familjen nattflyn. Inga underarter finns listade i Catalogue of Life.